# Leptotes perkinsae
Leptotes perkinsae är en fjärilsart som beskrevs av William James Kaye 1931. Leptotes perkinsae ingår i släktet Leptotes och familjen juvelvingar. Inga underarter finns listade i Catalogue of Life.